# Bertel Lindh
Oskar Bertel Lindh, född 3 april 1908 i Sibbo, död 10 april 1996 i Borgå, var en finländsk jordbrukare och politiker. 
Lindh var resetalare inom det kristliga ungdomsarbetet i Borgå stift 1928–1938, representerade Svenska folkpartiet i Finlands riksdag 1953–1965 och var ombudsman för Nylands svenska lantbruksproducenters förbund 1966–1970. Han var andre lantbruksminister i V.J. Sukselainens regering 1957. Han tilldelades kommunalråds titel 1968.